# Bosmie-l'Aiguille
Bosmie-l'Aiguille (en occitano Bòsc Mian) es una población y comuna francesa, en la región de Lemosín, departamento de Alto Vienne, en el distrito de Limoges y cantón de Aixe-sur-Vienne.

## Demografía
| 956 | 1191 | 1332 | 1704 | 1950 | 2197 | 2288 |
| Para los censos de 1962 a 1999 la población legal corresponde a la población sin duplicidades (Fuente: INSEE [Consultar]) |      |      |      |      |      |      |

## Ciudades hermanadas
Actualmente la ciudad está hermanada con el pueblo valenciano de Pedralba, junto con el cual anualmente realizan actividades.